# ロベルト・ペレイラ
ロベルト・マクシミリアーノ・ペレイラ（Roberto Maximiliano Pereyra, 1991年1月7日 - ）は、アルゼンチン・トゥクマン州サン・ミゲル・デ・トゥクマン出身のサッカー選手。AEKアテネFC所属。ポジションはMF。

## 経歴
CAリーベル・プレートのユースチームでキャリアをスタートさせ、2009年にCAウラカン戦でデビューを果たした。
2010-11シーズンにリーベル・プレートがクラブ史上初となる2部降格となったこともあり、2011年8月30日にウディネーゼ・カルチョへ5年契約で移籍することが発表された。
2014年7月25日、ユヴェントスFCに買い取りオプション付きで1年間のレンタル移籍が決定。シーズンの途中から3バックから4-3-1-2にしたことでトップ下としてレギュラークラスに定着、攻撃の切り札として活躍した。
2014-15シーズン終了後、ユヴェントスはペレイラの1400万ユーロの買い取りオプションを行使した。
2016-17年よりワトフォードに移籍、2018-19のプレミアリーグ開幕戦ブライトン戦では2ゴールの活躍で開幕戦の勝利を助けた。
2020年9月28日、ワトフォードが2部に降格したため、古巣のウディネーゼへ6年ぶりの復帰が発表された。2022-23シーズン終了後に一度退団となったが、2023年9月11日にウディネーゼと1年契約を結んだ。

## 代表歴
アルゼンチン代表として2011 FIFA U-20ワールドカップに出場した。2014年10月11日のブラジルとの親善試合にてA代表デビューを果たした。

## 所属クラブ
- CAリーベル・プレート 2009-2011
- ウディネーゼ・カルチョ 2011-2015

→ ユヴェントスFC 2014-2015 (loan)
- ユヴェントスFC 2015-2016
- ワトフォードFC 2016-2020
- ウディネーゼ・カルチョ 2020-2024
- AEKアテネFC 2024-

## タイトル
ユヴェントスFC
- セリエA : 2014-15, 2015-16
- コッパ・イタリア : 2014-15, 2015-16
- スーペルコッパ・イタリアーナ : 2015